# Ханнеман, Джефф
Дже́ффри Джон (Джефф) Ха́ннеман (англ. Jeffrey John Hanneman, Jeff Hanneman; 31 января 1964 — 2 мая 2013) — американский музыкант, гитарист, один из основателей и постоянный участник трэш-метал-группы Slayer. Ханнеман вырос в Лос-Анджелесе, в семье ветерана войны, что сыграло свою роль в его увлечении военной тематикой. Часто это увлечение находит отражение в написанных Ханнеманом песнях, например «Angel of Death».
На Ханнемана оказал влияние панк-рок, и Джефф внёс в Slayer быстрое и более агрессивное звучание. Также он участвовал в написании текстов и музыкального материала на каждом альбоме Slayer  и является автором практически всех хитов группы, исполняющихся почти на каждом концерте. К ним относятся: «Raining Blood», «War Ensemble», «Seasons in the Abyss», «Angel of Death», «Postmortem», «Dead Skin Mask», «Black Magic» и «Disciple».

## Биография
Джефф Ханнеман родился в Окленде и вырос в Лонг-Бич, Калифорния, в семье ветерана войны. Его отец сражался в Нормандии во Второй мировой войне, а братья во Вьетнаме; так, война была частой темой разговоров за обеденным столом. Фильмы о войне в то время были популярны по телевидению, Джефф вместе с братьями собирал и раскрашивал модели танков и самолётов. Интерес к войне и военной истории — важная часть его воспитания.
В 1981 году, во время прослушивания для участия в блюзовой группе, Ханнеман встретил гитариста Керри Кинга. Два гитариста начали общаться и играть песни Iron Maiden, Judas Priest, Black Sabbath и Venom. Slayer были основаны, когда Кинг спросил: «Почему бы и нам не создать свою группу?» (англ. "Why don't we start our own band?), на что Ханнеман ответил: «…Да, чёрт возьми!» (англ. "...Fuck yeah!"). В 1982 году, Ханнеман, Дэйв Ломбардо и гитарист Suicidal Tendencies Рокки Джордж (Rocky George) играли недолго в панк сайд-проекте, названном Pap Smear. В 1996 году две песни Pap Smear были выпущены на кавер-альбоме Slayer «Undisputed Attitude».
В 1997 году Ханнеман женился на Кейтрин, с которой познакомился в начале 1980-х. Пара не имела детей и жила в Лос-Анджелесе, в сорока минутах от Кинга. Пока Джефф ездил в гастроли со Slayer, Кейтрин ждала дома; Кейтрин отправлялась в туры с группой дважды за двадцать лет.
Ханнеман и басист/вокалист Slayer Том Арайа избавились от кокаиновой зависимости. Они решили отказаться от этого, когда осознали: «Это может привести только к смерти, это зашло слишком далеко» (англ. "this can lead to only death or something, this is going too far"). Арайа и Ханнеман ограничивают себя в употреблении пива. Любимая марка Ханнемана — лагер Heineken; Его можно было увидеть пьющим это пиво за кулисами. В течение тура «The Unholy Alliance: Chapter II», Ханнеман играл на гитаре с логотипом Heineken (только вместо Heineken на логотипе написано Hanneman).

## Интерес к истории нацистской Германии

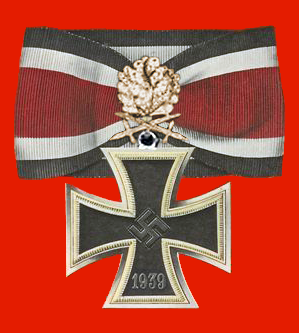
Рыцарский крест Железного креста с дубовыми листьями, мечами и бриллиантами.

Ханнеман увлекался коллекционированием военных немецких медалей, и нацистская Германия отображена в некоторых написанных им текстах. Интерес к нацистской Германии начался с трофейных медалей, подаренных ему отцом. Его самая большая гордость — Рыцарский крест, купленный у поклонника Slayer за $1000. В туре с Motörhead, Ханнеман обнаружил, что вокалист Motörhead Лемми тоже интересуется медалями, и они провели много времени обсуждая медали, оружие и тактику, используемые вермахтом.
После выхода альбома «Reign in Blood», за текст песни «Angel of Death», на Slayer посыпались обвинения в симпатиях к нацизму. В песне содержатся подробности об опытах нацистского врача Йозефа Менгеле над узниками Освенцима во время Второй мировой войны, прозванного «Ангел Смерти». На эти обвинения Ханнеман ответил: «Я не отразил в тексте песни тот факт, что он был действительно плохой человек, потому что для меня, что ж, это совершенно очевидно. Это настолько очевидно, что мне не стоит даже говорить вам об этом». (англ.) «nothing I put in the lyrics that says necessarily he was a bad man, because to me — well, isn’t that obvious? I shouldn’t have to tell you that.» Участники группы часто заявляли, что не оправдывают нацизм, а лишь интересуются этой темой.

## Тексты и музыка
Ханнеман написал музыку к самым любимым поклонниками группы песням, таким как «South of Heaven», «War Ensemble», «Raining Blood», «Angel of Death», «Mandatory Suicide» и «Seasons in the Abyss», которые входят в обязательную программу выступлений Slayer. Любимый альбом Ханнемана — «Reign in Blood», и он наслаждался, исполняя песни «Raining Blood» и «Angel of Death».
Он писал музыкальный материал и тексты к каждому альбому Slayer. Музыка и тексты, написанные им в партнёрстве с Томом Арайа, затмевают творческий вклад Керри Кинга.
При сочинении нового материала, группа сперва пишет музыку и лишь затем лирику. Ханнеман часто записывал риффы у себя дома, используя многодорожечную запись и драм-машину; после этого, показывал сочинённые риффы другим участникам, чтобы услышать их мнение; Кинг и Ломбардо могут внести некоторые изменения, а затем Slayer делают из риффов обычную по структуре композицию и решают, где быть вокалу и гитарным соло. Ханнеман заявлял, что написание музыки и текстов разрешено всем в Slayer. «Иногда я в духе и у меня накапливается больше материала, то же самое бывает с Керри. Каждый может писать что угодно, если получается нормально, мы используем в песнях, иначе — нет».

## Музыкальные инструменты
Во время туров, Hanneman использовал шесть гитар с разными строями. Ранние альбомы, такие как Haunting the Chapel — Divine Intervention имеют строй E♭ (на полтона ниже стандартного), в то время как более поздние альбомы, вроде Diabolus in Musica — Christ Illusion имеют ещё более пониженный строй (например, B, C#), первый альбом Show No Mercy был записан в стандартном строе, однако живые концерты соответствующих песен с 1984 года играются в E♭ (Ми-бемоле).
- ESP Jeff Hanneman Signature model.[10]
- Jackson Custom Shop Soloist with 2 EMG Pickups
- EMG 81/85 Pick-ups with EMG SPC Mid-Boost circuit
- Kahler bridges
- D'Addario .009-.042 Strings
- Shure Wireless System,
- Dunlop Crybaby From Hell Wah-Wah Pedal
- Eventide H3000S Harmonizer
- MXR Super Comp
- MXR Smart Gate
- MXR 10 band EQ
- Monster cable
- Marshall JCM-800 amplifiers,
- Marshall ModeFour Speaker Cabinets (Either 280 or 400 Watt Models)

## Травма руки
В середине января 2011 года произошёл несчастный случай, из-за которого Ханнеман вполне мог лишиться руки.
Ханнеман принимал горячую ванну с холодным пивом, когда заметил, что паук кусает его за руку. «Я этого даже не почувствовал», — рассказывает он. — «Но уже через час я понял, что болен». По дороге в больницу «я видел, как разлагается плоть», — вспоминает он. — «Рука была очень горячей. Я попал в отделение экстренной помощи, и, слава богу, медсестра сразу поняла, что со мной. Хотя такие случаи достаточно редки, ей недавно попадался аналогичный. В этот момент я был на волосок от смерти».
Хотя укус паука сам по себе не представлял опасности, он вызвал бактериальное заражение нижних слоев кожи и тканей руки. «Невероятно, но доктор оказался поклонником Slayer», — говорит Ханнеман. — «Он начал общение со мной так: „Сначала я спасу твою жизнь. Затем я спасу твою руку. Затем я спасу твою карьеру“».
Ханнеман перенес срочную операцию по удалению отмерших и отмирающих тканей. Врачу удалось спасти мускулы и сухожилия, но у гитариста осталась большая открытая рана на руке. Следующие два месяца он провел в больнице, где ему пересаживали кожу и давали большие дозы антибиотиков, чтобы победить инфекцию. «Мне пришлось заново учиться ходить», — говорит Ханнеман. — «Я целый месяц не вставал с постели. Пересадки кожи были очень болезненными, а все мускулы и сухожилия в руке ослабли. Но я справился. Я считаю, что мне повезло в том, что медсестра и врач сразу поняли, что со мной случилось, потому что в противном случае все могло бы быть гораздо хуже».
Пока коллеги Ханнемана по Slayer выполняли гастрольные обязательства с помощью временного гитариста Гэри Холта из Exodus, Джефф потратил большую часть 2011 года на восстановление после болезни.. «О чем-то подобном я мог написать в одной из своих песен», — признает он. — «Все неприятности, которые могли случиться со мной в этом году, случились. Но сейчас все нормально. Сатана прикрыл меня со спины».

## Смерть
2 мая 2013 года в 11 часов утра (UTC-8, 23 часа MSK) Джефф Ханнеман скончался от печёночной недостаточности.
Коллеги из Slayer:
Том:

«Когда мы только сформировали SLAYER, постоянно репетировали, с каким-то религиозным исступлением, 24 часа в сутки, семь дней в неделю. Мы с Джеффом часто зависали и общались, он жил в гараже моего отца, одновременно служившего нашей репетиционной точкой. Когда у него появилось собственное жилье, у него был восьмидорожечный магнитофон и я приходил к нему записать собственные песни, не песни SLAYER, а другие свои сочинения. На определенном этапе, музыкант играет в группе, но начинает жить своей жизнью, отдельно от группы, просто уже не живешь своей группой круглосуточно, постоянно и не проводишь так много времени вместе, как раньше. Я скучаю по тем давним временам.
Помню, как мы были в Нью-Йорке, записывали альбом „South Of Heaven“. Мы с Джеффом жили в одном отеле, и нам надо было ехать в студию — кажется, та самая студия находилась в квартале „Chung King“, просто жалкое местечко. В итоге мы вышли из отеля и решили прогуляться, но потом начался дождь. Мы прошли не больше пяти кварталов, но дождь явно усилился, так что мы вымокли до нитки, и тогда решили взять такси. И вот представляете картину, два длинноволосых чувака в кожаных куртках, мокрые как крысы, тормозят „мотор“ чтобы добраться до студии. Естественно, никто бы не остановился, чтобы нас подкинуть. Пришлось тащится пешкодралом.
Джефф был „дорогой жизни SLAYER“, он написал так много песен, за которые всегда будут помнить эту группу. Он был добродушным, хорошим парнем».

Керри:

«Я так часто и с огромным удовольствием общался с Джеффом… Помню, как в начале нашей карьеры, на гастролях, мы с ним допоздна не ложились спать, запросто могли всю ночь проторчать в гастрольном автобусе, просто тусовались, разговаривали, смотрели вместе какие-то фильмы… фильмы о Второй Мировой Войне, какие-то ужастики, мы столько раз вместе смотрели „Цельнометаллическую оболочку“, что практически знали наизусть все диалоги героев этого фильма.
Он был очень увлечен историей Второй мировой войны. Его отец воевал на той войне, поэтому когда SLAYER впервые выступали в России — кажется в 1998 — мы с Джеффом ходили по московским музеям военной истории. Никогда не забуду как он обходил музейную экспозицию, рассматривал все эти танки, оружие и прочие предметы. В тот момент он был похож на мальчишку, проснувшегося в рождественское утро. Но это была „его тема“, он прекрасно разбирался в истории Второй Мировой, причем настолько хорошо, что вполне бы мог преподавать эту историю в школе».

. Как констатировали врачи, это могло стать последствием укуса паука в 2011 году.. Ему было 49 лет. Официальная причина смерти — цирроз печени, связанный со злоупотреблением алкоголем.

## Дискография

### Slayer
- Show No Mercy (1983)
- Hell Awaits (1985)
- Reign in Blood (1986)
- South of Heaven (1988)
- Seasons in the Abyss (1990)
- Divine Intervention (1994)
- Undisputed Attitude (1996)
- Diabolus in Musica (1998)
- God Hates Us All (2001)
- Christ Illusion (2006)
- World Painted Blood (2009)
- Repentless (2015) — посмертно (в альбом включена песня «Piano Wire», написанная Джеффом до смерти, и перезаписанная группой в 2014)